# الجائزة (سباح)

تعديل مصدري - تعديل

الجائزة هي إحدى قرى عزلة سباح بمديرية سباح التابعة لمحافظة أبين، بلغ تعداد سكانها 144 نسمة حسب تعداد اليمن لعام 2004.